# Château des Salles
Het Château des Salles is een kasteel in de Franse gemeente Guingamp. Het kasteel is een beschermd historisch monument sinds 1964.